# Lemannville
Lemannville es un lugar designado por el censo ubicado en la parroquia de Ascension en el estado estadounidense de Luisiana. En el Censo de 2010 tenía una población de 860 habitantes y una densidad poblacional de 261,25 personas por km².

## Geografía
Lemannville se encuentra ubicado en las coordenadas 30°6′3″N 90°55′45″O / 30.10083, -90.92917. Según la Oficina del Censo de los Estados Unidos, Lemannville tiene una superficie total de 3.29 km², de la cual 2.62 km² corresponden a tierra firme y (20.54%) 0.68 km² es agua.

## Demografía
Según el censo de 2010, había 860 personas residiendo en Lemannville. La densidad de población era de 261,25 hab./km². De los 860 habitantes, Lemannville estaba compuesto por el 29.42% blancos, el 70.23% eran afroamericanos, el 0% eran amerindios, el 0% eran asiáticos, el 0% eran isleños del Pacífico, el 0% eran de otras razas y el 0.35% pertenecían a dos o más razas. Del total de la población el 1.05% eran hispanos o latinos de cualquier raza.